# Tradición, Familia y Propiedad
Tradición, Familia y Propiedad (TFP) es una agrupación de laicos católicos. 
Su vinculación con grupos de la Iglesia católica le ha valido el rechazo por sectores liberales y progresistas. La Santa Sede nunca ha hecho un pronunciamiento sobre ella. 

Conferencia del fundador de TFP Plinio Corrêa de Oliveira

## Origen
Fundada en São Paulo, Brasil, el 26 de julio de 1960, por Plinio Corrêa de Oliveira bajo el nombre de Sociedade Brasileira de Defesa da Tradição, Família e Propriedade. El programa de la TFP, como se le conoce popularmente, está basado en la tesis de Plinio Corrêa de Oliveira, Revolución y Contra-Revolución, en la que este analiza la decadencia espiritual de la "Civilización Cristiana Occidental" desde la Edad Media hasta nuestros días.
Con el libro de Plinio Corrêa, Revolución y Contra-Revolución, tuvo inicio la primera TFP, y en él se inspiraron las otras TFP.[cita requerida]

## Polémicas
TFP no ha dejado de señalar las posturas de algunos prelados a favor de la Teología de la Liberación y otras ideas que para el grupo son consideradas desviaciones. Estos señalamientos le han valido la pública animadversión de algunos funcionarios eclesiásticos, que se manifestó en un comunicado no firmado del día 18 de abril de 1985, en que la Conferencia Nacional de Obispos del Brasil (CNBB) expresó «(el) carácter esotérico, el fanatismo religioso, el culto prestado a su jefe y progenitora» de la organización. Pero pocos días después, habiéndose producido la leve sanción por parte de la Santa Sede contra fray Leonardo Boff por sus posturas teológicas, este fue apoyado por 17 arzobispos y obispos brasileños, quienes se declararon expresamente inconformes con tal «intromisión» del Vaticano en los asuntos de la Iglesia en el Brasil, hecho que no hizo emitir a la CNBB desaprobación alguna para tales prelados, como hubiese sido lo esperado.[cita requerida]
En los años setenta, TFP emprendió campañas contra el marxismo y la Teología de la Liberación en países latinoamericanos como Chile, Argentina y Brasil. Elemento doctrinariamente relevante de los movimientos TFP es la crítica, según estos muy documentada, a la infiltración social-comunista en las filas del clero católico, actividad cuyo fundamento teórico sería la afirmación del filósofo y teórico marxista italiano Antonio Gramsci de que no hay que enfrentarse a la Iglesia, sino infiltrarla. Lo anterior queda en clara evidencia posteriormente en casi toda Latinoamérica. En 1999, las Fuerzas Armadas Revolucionarias de Colombia afirmaron que TFP daba apoyo a los grupos paramilitares. En Colombia una de las ideas bases para el inicio de la teología de la liberación surgen a partir de la vida y teología del sacerdote colombiano Camilo Torres Restrepo (1929-1966), quien fue cofundador, junto con Orlando Fals Borda, de la primera facultad de Sociología de Colombia en la Universidad Nacional de Colombia y luego ingresó como guerrillero al comunista Ejército de Liberación Nacional de Colombia, resultando muerto en su primer combate contra tropas oficiales del ejército regular.
El mismo rumbo fue tomado por otros sacerdotes y católicos del común, en Colombia y en toda América. Entre ellos pueden mencionarse el sacerdote asturiano Gaspar García Laviana en Nicaragua, el sacerdote aragonés Manuel Pérez Martínez (el cura Pérez) quien llegó a ser el comandante del Comunista Ejército de Liberación Nacional de Colombia ELN, el sacerdote José Antonio Jiménez Comín, el sacerdote Domingo Lain, y los sacerdotes Rafael Yacuzzi y Jorge Adur, que integraron la organización Montoneros en Argentina.
A finales de la década de los sesenta fue famoso en Colombia el grupo Golconda, formado por los llamados "curas rojos", que fue una asociación de clérigos católicos que decidieron trabajar mancomunadamente a finales de los años 60 y comienzos de los 70, bajo la orientación de lo que se conocería como Teología de la liberación. 
En relación con Chile, TFP (mediante el agricultor y periodista brasileño Fabio Vidigal Xavier da Silveira, que viajó como corresponsal al país andino) publicó en 1968 la obra Frei, el Kerensky chileno, que denuncia al gobierno del Partido Demócrata Cristiano chileno como un intento de sectores izquierdistas católicos para introducir el marxismo en Chile. El revuelo que causó el libro fue tal que, por orden del gobierno de Frei Montalva, fue prohibida la circulación de este libro en territorio chileno.
En Venezuela, TFP fue prohibida por el gobierno de Jaime Lusinchi, acusándola de organizar un complot para el asesinato del entonces Papa Juan Pablo II en 1984, según noticia la prensa progresista. Fue un célebre, embrollado y politizado caso, en el que finalmente la justicia venezolana absolvió a TFP, el 15 de mayo de 1986.
TFP cuenta con filiales en numerosos países de América y en España, Italia y Francia. 
El movimiento ha experimentado varias divisiones, tras la muerte del fundador, de manera que no puede hablarse de él en sentido monolítico. Por ejemplo, el Instituto Plinio Corrêa de Oliveira, fundado por el primo de Plinio, Adolfo Lindenberg; con la misma ideología de los fundamentos de TFP y los Heraldos del Evangelio, liderados por João Scognamiglio Clá Dias, que durante décadas fue asistente, secretario y confidente de Correa de Oliveira.

## Actividades
Entre sus actividades se incluyen:
- La lucha ideológica contra la reforma agraria;
- El debate ideológico con los sectores progresistas de la Iglesia católica;
- La categorización de “marxista” a la Teología de la Liberación y la persecución progresismo europeo, lo mismo de otras corrientes liberales;
- El repudio a libros, películas y series televisivas que atentan, según la organización, contra los principios y valores morales cristianos.

## Publicaciones
- Corrêa de Oliveira, P. (1992). Revolución y Contra-Revolución. Santiago: Ed. Tradición, Familia y Propiedad.